# Samir Handanovič
Samir Handanovič (Ljubljana, 14 juli 1984) is een Sloveens voetballer die dienst deed als doelman. Hij speelde bijna heel zijn carrière voor Udinese en Internazionale. Handanovič kwam van 2004 tot en met 2015 uit voor het Sloveens voetbalelftal, waarvoor hij 81 interlands speelde.

## Clubcarrière

### Jeugd
Handanovič stroomde door vanuit de jeugd van NK Domžale, waarvoor hij in 2003 debuteerde in de 1. SNL. Hij keepte zeven wedstrijden en bracht daarna de tweede seizoenshelft door bij NK Zagorje, een divisie lager.

### Udinese
Handanovič keerde niet terug naar Domžale, maar stapte in juli 2004 transfervrij over naar Udinese. Hier moest hij gaan concurreren met Morgan De Sanctis. Nadat hij in zijn eerste jaar bij Udinese drie speelronden in actie kwam, verhuurde de Italiaanse club hem in 2005/06 aan Treviso en Lazio en gedurende 2006/07 aan Rimini. Bij die eerste twee kwam hij sporadisch in actie, maar bij Rimini kreeg hij bijna een vol seizoen speeltijd in de Serie B. Toen Handanovič in juni 2007 terugkeerde bij Udinese was De Sanctis net daarvoor vertrokken naar Sevilla. Coach Giovanni Galeone benoemde hem daarop tot nieuwe eerste doelman. Dat bleef hij daarna vijf seizoenen lang. Handanovič keepte in die tijd bijna 180 wedstrijden in de Serie A en bevond zich daarbij op bijna alle posities op de ranglijst. Na twee seizoenen in de middenmoot, eindigden Udinese en hij in 2009/10 net boven de degradatiestreep. Na dit dieptepunt volgden in 2010/11 en 2011/12 een vierde en derde plaats in de eindstand, de beste prestatie van de Italiaanse club sinds 1997/98. Handanovič en zijn ploeggenoten mochten zodoende twee jaar op rij aantreden in de voorronde van de Champions League. Daarin kwamen ze alleen eerst niet langs Arsenal en daarna ook niet voorbij Braga.

### Internazionale
Handanovič verruilde Udinese in juli 2012 voor Internazionale. Dat betaalde 11 miljoen euro voor zijn diensten en droeg daarnaast ook de helft van de transferrechten van Davide Faraoni over. Handanovič werd bij Internazionale meteen eerste doelman. Daarmee was hij de opvolger van Júlio César, die vlak na zijn komst vertrok. Hij bleef elf seizoenen in dienst bij Inter en was in de eerste tien daarvan onomstreden als eerste doelman. Alleen in 2022/23 wisselde coach Simone Inzaghi meer dan eens tussen hem en nieuwkomer André Onana. Handanovič eindigde met Inter zeven keer in de top 4 van de Serie A. Hij mocht in 2018/19 voor het eerst aantreden in het hoofdtoernooi van de Champions League. Daarin speelde hij dat jaar tegen Tottenham Hotspur, PSV en FC Barcelona. Daarna volgden nog vier seizoenen met deelname aan de Champions League. Handanovič behoorde in 2020/21 tot de vaste kern van het team dat de club voor het eerst sinds 2010/11 weer landskampioen maakte. Die titel liepen zijn ploeggenoten en hij een jaar eerder nog op één punt mis. Handanovič bereikte in 2019/20 de finale van de Europa League met zijn teamgenoten. Nadat ze in de poulefase van de Champions League derde werden achter FC Barcelona en Borussia Dortmund, versloegen ze in de knock-outfase van de Europa League Loedogorets, Getafe, Bayer Leverkusen en Sjachtar Donetsk. Inter en hij kwamen in de finale ook met 0–1 voor tegen Sevilla, maar verloren daarna alsnog met 3–2. Handanovič won in zowel 2021/22 als 2022/23 de Italiaanse beker met Inter. Hij behoorde in 2022/23 ook tot het team dat de finale van de Champions League bereikte, alleen kwam hij tijdens dit toernooi zelf niet in actie. De bekerfinale tegen Fiorentina op 24 mei 2023 was Handanovič 455e en laatste officiële wedstrijd voor Internazionale.

## Clubstatistieken
| Seizoen         | Club            | Competitie      | Competitie | Competitie | Beker | Beker | Europees | Europees | Overig | Overig | Totaal | Totaal |
| Seizoen         | Club            | Competitie      | Wed.       | Dlp.       | Wed.  | Dlp.  | Wed.     | Dlp.     | Wed.   | Dlp.   | Wed.   | Dlp.   |
| --------------- | --------------- | --------------- | ---------- | ---------- | ----- | ----- | -------- | -------- | ------ | ------ | ------ | ------ |
| 2003/04         | NK Domzale      | Prvaliga        | 7          | 0          | 0     | 0     | 0        | 0        | 0      | 0      | 7      | 0      |
| 2004/05         | Udinese         | Serie A         | 3          | 0          | 2     | 0     | 0        | 0        | 1      | 0      | 6      | 0      |
| 2005/06         | →Treviso        | Serie A         | 3          | 0          | 0     | 0     | 0        | 0        | 0      | 0      | 3      | 0      |
| 2005/06         | →Lazio Roma     | Serie A         | 1          | 0          | 0     | 0     | 0        | 0        | 0      | 0      | 1      | 0      |
| 2006/07         | →Rimini         | Serie B         | 39         | 0          | 2     | 0     | 0        | 0        | 0      | 0      | 41     | 0      |
| 2007/08         | Udinese         | Serie A         | 35         | 0          | 1     | 0     | 0        | 0        | 1      | 0      | 36     | 0      |
| 2008/09         | Udinese         | Serie A         | 34         | 0          | 1     | 0     | 10       | 0        | 0      | 0      | 45     | 0      |
| 2009/10         | Udinese         | Serie A         | 37         | 0          | 3     | 0     | 0        | 0        | 0      | 0      | 40     | 0      |
| 2010/11         | Udinese         | Serie A         | 35         | 0          | 0     | 0     | 0        | 0        | 0      | 0      | 35     | 0      |
| 2011/12         | Udinese         | Serie A         | 38         | 0          | 1     | 0     | 12       | 0        | 0      | 0      | 51     | 0      |
| 2012/13         | Internazionale  | Serie A         | 35         | 0          | 3     | 0     | 10       | 0        | 0      | 0      | 48     | 0      |
| 2013/14         | Internazionale  | Serie A         | 36         | 0          | 1     | 0     | 0        | 0        | 0      | 0      | 37     | 0      |
| 2014/15         | Internazionale  | Serie A         | 37         | 0          | 0     | 0     | 3        | 0        | 0      | 0      | 40     | 0      |
| 2015/16         | Internazionale  | Serie A         | 36         | 0          | 2     | 0     | 0        | 0        | 0      | 0      | 38     | 0      |
| 2016/17         | Internazionale  | Serie A         | 37         | 0          | 1     | 0     | 5        | 0        | 0      | 0      | 43     | 0      |
| 2017/18         | Internazionale  | Serie A         | 38         | 0          | 1     | 0     | 0        | 0        | 0      | 0      | 39     | 0      |
| 2018/19         | Internazionale  | Serie A         | 38         | 0          | 1     | 0     | 10       | 0        | 0      | 0      | 49     | 0      |
| 2019/20         | Internazionale  | Serie A         | 35         | 0          | 3     | 0     | 10       | 0        | 0      | 0      | 48     | 0      |
| 2020/21         | Internazionale  | Serie A         | 37         | 0          | 4     | 0     | 6        | 0        | 0      | 0      | 47     | 0      |
| 2021/22         | Internazionale  | Serie A         | 37         | 0          | 4     | 0     | 8        | 0        | 1      | 0      | 50     | 0      |
| 2022/23         | Internazionale  | Serie A         | 14         | 0          | 2     | 0     | 0        | 0        | 0      | 0      | 16     | 0      |
| Carrière totaal | Carrière totaal | Carrière totaal | 612        | 0          | 32    | 0     | 74       | 0        | 3      | 0      | 721    | 0      |

Bijgewerkt tot en met 28 augustus 2023.

## Interlandcarrière
Handanovič debuteerde op 17 november 2004 in het Sloveens voetbalelftal, tijdens een oefeninterland tegen Slowakije. In de jaren die volgden concurreerde hij met Borut Mavrič voor de positie van eerste doelman. Dat pakte soms in zijn voordeel uit, op andere momenten niet. Toen Matjaž Kek in 2007 aantrad als bondscoach, werd Handanovič onbetwist eerste doelman van de nationale ploeg.
Handanovič wist zich met Slovenië niet te plaatsen voor het EK 2008, maar daarna wel voor het WK 2010. Ook hierop keepte hij ale drie de wedstrijden van de Slovenen. Na de poulefase zat het toernooi erop. Dat was meteen het laatste eindtoernooi voor Handanovič. Zijn ploeggenoten en hij plaatsten zich niet voor het EK 2012, het WK 2014 noch het EK 2016. Nadat hij na een dubbele play-off tegen Oekraïne het laatstgenoemde toernooi misliep, kondigde Handanovič na 81 interlands aan dat hij stopte als international.

## Erelijst
| Competitie                       |                |                  |                |                |
| Competitie                       | Aantal         | Jaren            |                |                |
| Internazionale                   | Internazionale | Internazionale   | Internazionale | Internazionale |
| -------------------------------- | -------------- | ---------------- | -------------- | -------------- |
| Kampioen Serie A                 | 1x             | 2020/21          |                |                |
| Coppa Italia                     | 2x             | 2021/22, 2022/23 |                |                |
| Supercoppa                       | 3x             | 2021,2022,2023   |                |                |
| Individueel                      |                |                  |                |                |
| Sloveens voetballer van het jaar | 3x             | 2009, 2011, 2012 |                |                |